# بوندستاغ

شعار البوندستاغ

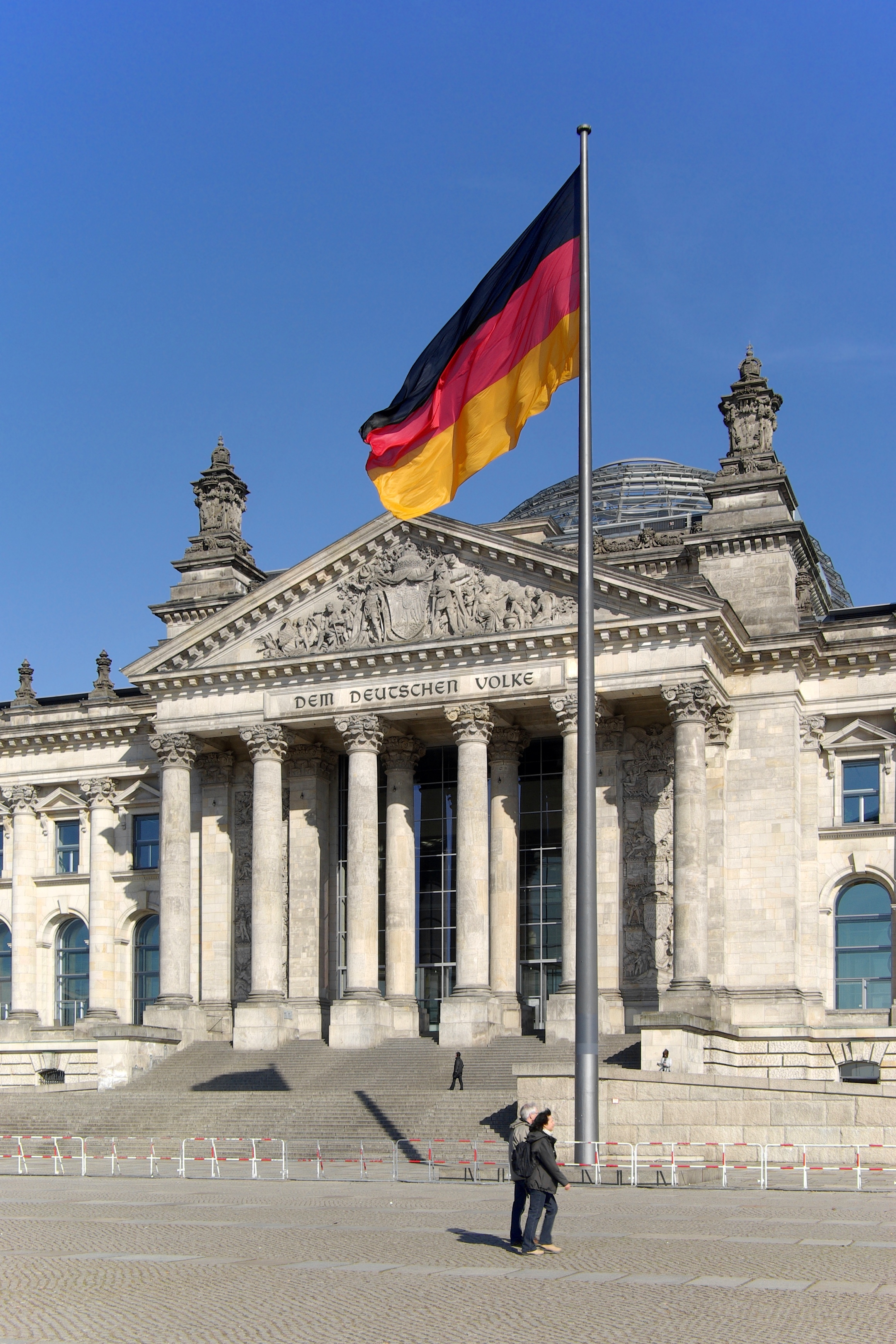
علم الوحدة أمام مقر البوندستاغ الألماني في مبنى الرايخستاغ في برلين، كنصب تذكاري رُفع في 3 أكتوبر 1990

البوندستاغ الألماني أو مجلس النواب الألماني الاتحادي (بالألمانية: Deutscher Bundestag) (يُختصر BT) هو البرلمان الاتحادي وبالتالي الهيئة التشريعية لجمهورية ألمانيا الاتحادية ومقره في برلين.
البوندستاغ في النظام السياسي لألمانيا هو المؤسسة الدستورية الوحيد التي يتنتخب مباشرةً من الشعب، المواطنون الألمان، وذلك وفقا لـلمادة 20 الفقرة 2 و المادة 38 من القانون الأساسي.
تأسس البوندستاغ بموجب المادة الثالثة من القانون الأساسي لجمهورية ألمانيا الاتحادية (الدستور) في العام 1949 كواحد من الجهات التشريعية في ألمانيا وبالتالي حل محل الرايخستاغ.
اعتباراً من العام 1999 تُعقد الجلسات في مبنى الرايخستاغ في برلين. الرئيس الحالي للبوندستاغ هي بربل باس من الحزب الديموقراطي الاجتماعي SPD، خلفاً  لفولفغانغ شويبله (من CDU)، اِنتُخب آيدان أوزوغوز (من الحزب الديمقراطي الاجتماعي SPD) وإيفون ماجواس (من CDU/CSU ) وكاترين جورينج إيكاردت (من الخضر) وفولفجانج كوبيكي (من الحزب الديمقراطي الحر FDP) وبيترا باو (حزب اليسار) نواباً للرئيس ونائبين للرئيس. وفقًا للنظام الداخلي.للمجلس، ترأس العضو الأقدم، وكان هذه المرة رئيس مجلس النواب السابق فولفغانغ شويبله (من CDU)، الجلسة الأولى للبوندستاغ الألماني في بداية فترة تشريعية جديدة. يتم انتخاب أعضاء البوندستاغ كل أربع سنوات من قبل جميع المواطنين الألمان البالغين، من خلال نظام التمثيل النسبي الفردي، وهو نظام مختلط من التصويت لمرشحي الدوائر الانتخابية والتصويت للقوائم على مستوى كل ولاية من الولايات الألمانية. الحد الأدنى الدستوري لعدد المقاعد هو 598 مقعدًا؛ غير أن هذا العدد من المقاعد قابل للزيادة، ويختلف من دورة إنتخابية لأخري نظراً لطبيعة النظام الانتخابي المعتمد ووفقاً لنتائج الانتخابات، والتي تسفر عادة عن توزيع ما يسمى بالمقاعد الإضافية والتعويضية لكي يحصل كل حزب على عدد مقاعد يتناسب مع إجمالي نسبة الأصوات التي حصلت عليها قوائم الحزب في كل ولاية على حدة. فعلى سبيل المثال يبلغ عدد مقاعد البوندستاغ الحالي 736 مقعداً، أي بزيادة قدرها 138 مقعد عن الحد الأدنى المنصوص عليه في الدستور وهو 598 مقعداً، ويعتبر بذلك أكبر برلمان وطني منتخب في العالم. يمكن طلب إجراء إنتخابات مبكرة قبل نهاية الفترة التشريعية المحددة بأربع سنوات في حال إذا خسر المستشار الاتحادي تصويتاً بالثقة في البوندستاغ وطلب من الرئيس الاتحادي حل البرلمان (البوندستاغ) من أجل إجراء انتخابات عامة جديدة.

## تاريخ
مع تفكك الاتحاد الألماني في عام 1866 وتأسيس الإمبراطورية الألمانية (Deutsches Reich) في عام 1871، تم إنشاء الرايخستاغ ليكون البرلمان الألماني في برلين، التي كانت في ذلك الوقت عاصمة لمملكة بروسيا (الدولة الأكبر والأكثر تأثيراً في كل من الاتحاد والإمبراطورية). بعد عقدين من الزمان تم بناء مبنى البرلمان الحالي.تم انتخاب مندوبي الرايخستاج عن طريق الاقتراع المباشر والمتساوي للذكور (وليس عن طريق نظام الفئات الثلاث الانتخابي الذي كان سائداً في بروسيا حتى عام 1918). لم يشارك الرايخستاغ في تعيين المستشار حتى الإصلاحات البرلمانية في أكتوبر 1918. بعد ثورة نوفمبر 1918 وإنشاء دستور فايمار تم إعطاء المرأة حق التصويت (والترشح)، وتم تمكين البرلمان من استخدام تصويت حجب الثقة لإجبار المستشار أو أي عضو في الحكومة على الاستقالة. في مارس 1933، بعد شهر واحد من حريق الرايخستاغ، منح رئيس الرايخ حينها، بول فون هيندينبيرغ، منح أدولف هتلر سلطة غير محدودة من خلال مرسوم لحماية الشعب والدولة وقانون التمكين لعام 1933، على الرغم من بقاء هتلر في منصب المستشار الاتحادي (كما أطلق على نفسه لقب الفوهرر). بعد هذه الحدث كان نادراً ما ينعقد الرايخستاغ. وكانت الاجتماعات شكلية ليس لها تأثير على قرارات الحكومة. اجتمع آخر مرة في 26 أبريل 1942.
بإنشاء الدستور الجديد لعام 1949، تم إنشاء البوندستاغ كبرلمان لدولة ألمانيا الغربية الجديدة. ولأن برلين الغربية لم تكن رسميا خاضعة لولاية الدستور، فقد اجتمع البوندستاغ في بون في عدة مبان مختلفة، بما في ذلك (بشكل مؤقت) في منشأة مائية سابقة. بالإضافة إلى ذلك، وبسبب الوضع القانوني للمدينة، لم يتمكن مواطنو برلين الغربية من التصويت في انتخابات البوندستاغ، وتم تمثيلهم بدلاً من ذلك من قبل 22 مندوبا غير منتخبين اختارهم مجلس النواب، الهيئة التشريعية للمدينة.
المبنى الاتحادي (Bundeshaus) في بون كان مبنى البرلمان لألمانيا في السابق. عُقدت جلسات البوندستاغ هناك منذ عام 1949 حتى انتقاله إلى برلين في عام 1999. واليوم يضم المركز الدولي للمؤتمرات وفي المناطق الشمالية المقر الفرعي للبوندسرات. المناطق الجنوبية أصبحت جزءًا من المكاتب الألمانية التابعة للأمم المتحدة في عام 2008.
كان مبنى الرايخستاغ السابق يضم معرضًا تاريخيًا (Fragen an die deutsche Geschichte) ويُستخدم أحيانًا كمركز للمؤتمرات. تم استخدام مبنى الرايخستاغ من وقت لآخر كمكان لجلسات البوندستاغ ولجانه والجمعية الاتحادية (Bundesversammlung)، وهي الهيئة التي تنتخب الرئيس الاتحادي الألماني. ومع ذلك، احتج السوفيات بقوة على استخدام مبنى الرايخستاج من قبل مؤسسات جمهورية ألمانيا الاتحادية وحاولوا تعطيل الإعدادات عن طريق تحليق الطائرات الأسرع من الصوت بالقرب من المبنى.
منذ 19 أبريل 1999 عاود البرلمان الألماني ليجتمع مرة أخرى في برلين في مبنى الرايخستاغ الأصلي، الذي بُني في عام 1888 على أساس مخطط المهندس المعماري الألماني باول فالوت وخضع لتجديد كبير تحت قيادة المهندس المعماري البريطاني السير نورمان فوستر. تُعقد اللجان البرلمانية واللجان البرلمانية الفرعية، وجلسات الاستماع العامة واجتماعات المجموعات البرلمانية في ثلاثة مبانٍ إضافية، والتي تحيط بمبنى الرايخستاغ وهي (مبنى يعقوب-كايسر-هاوس Jakob-Kaiser-Haus ومبنى باول-لُوبِه-هاوس Paul-Löbe-Haus ومبنى ماري-إليزابيث-لودرز-هاوس Marie-Elisabeth-Lüders-Haus).
في عام 2005 تحطمت طائرة صغيرة بالقرب من البرلمان، وتقرر بعد ذلك حظر الحركة الجوية الخاصة فوق منطقة وسط برلين.

## قاعة الجلسات العامة

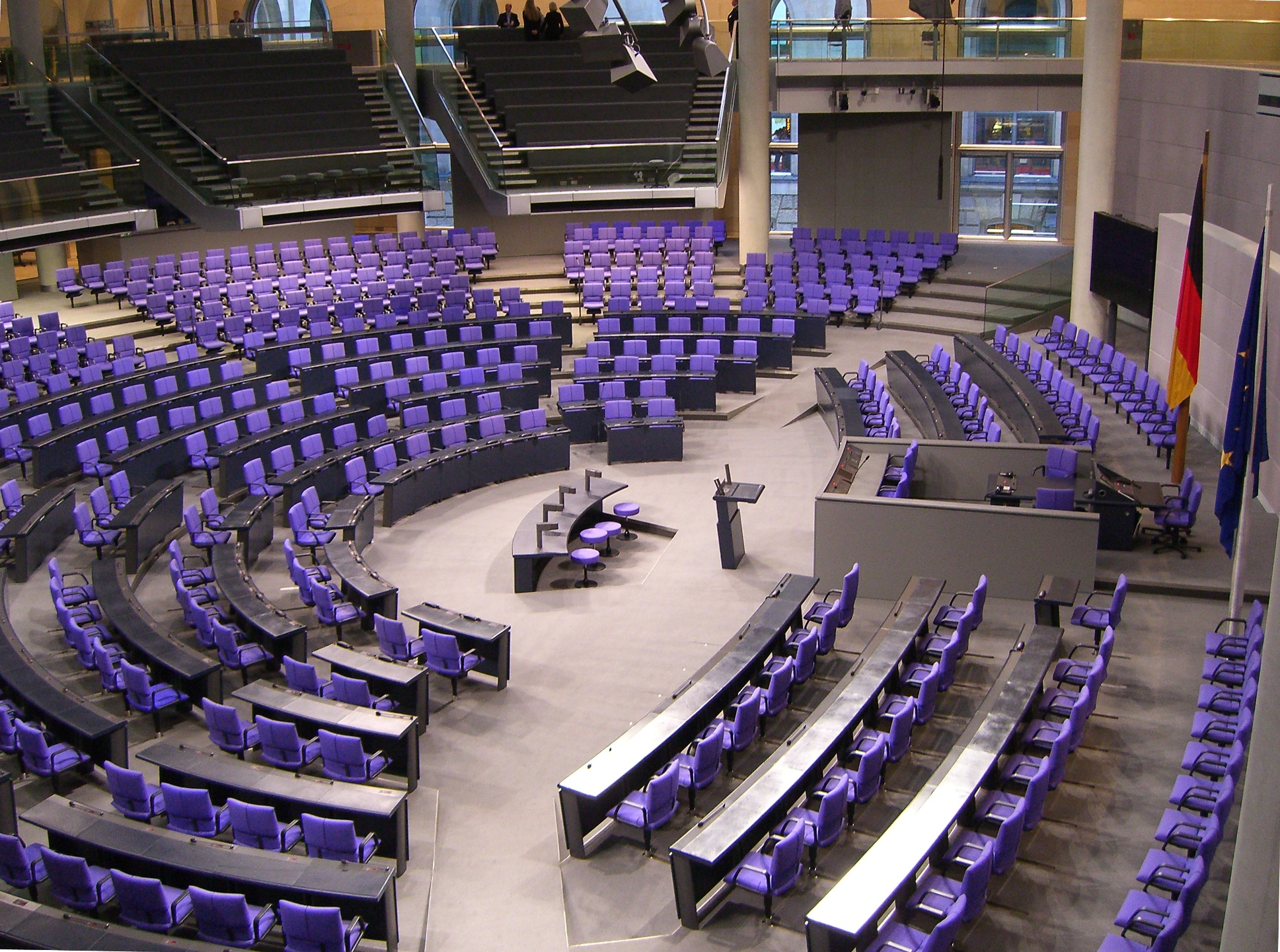
القاعة العامة في البوندستاغ الألماني

القاعة العامة التي يجتمع فيها البوندستاغ  والجمعية الاتحادية هي أكبر قاعة اجتماعات في مبنى الرايخستاغ.
في منتصف صدر القاعة تتواجد منصة رئاسة البوندستاغ خيث مقعد الرئيس أو ممثله وأميني سر على جانبيه، خلف الرئيس يجلس الأمين العام للمجلس وموظفو خدمة المساعدة العامة. على يسار منصة الرئاسة توجد مقاعد مفوّض شؤون القوات المسلحة وممثلي البوندسرات، على الجانب الأيمن مقاعد أعضاء الحكومة. أول مقعد من كل جهة محجوزين للمستشار ولرئيس البوندسرات.
خلف منصة الرئاسة توجد رايتي ألمانيا والاتحاد الأوربي تحت العُقاب الاتحادي، الذي يزن 2.5 طن. الشريط الثالث من العلم الألماني من ذهب ليوريكس. تم إهدائه إلى البوندستاغ الألماني في عام 1949 من قبل حكومة ولاية شمال الراين-وستفاليا بمناسبة الاجتماع الأول للبرلمان في بون وتجديده في عام 1999. في منتصف القاعة أمام منصة الرئاسة يوجد منبر المتحدثين. أمام المنبر يوجد طاولة كُتاب الجلسات وأمامهم نواب البوندستاغ.
الرئيس يرى الجلسة كاملةً أمامه. من على يمينه وبشكل نصف دائرة يجلس نواب حزب البديل من أجل ألمانيا (AFD). بجانبهم يجلس نواب تحالف حزبي الاتحاد الديمقراطي والاتحاد الاجتماعي (CDU/CSU) ثم نواب الحزب الديمقراطي الحر (FDP) في المنتصف. النصف الأيسر للدائرة يبدأ بنواب تحالف 90/الخضر (Bündnis 90/Die Grünen)، ويليهم نواب الحزب الديمقراطي الاجتماعي (SPD). بالرغم من اعتبار الخضر في أيامهم الأولى أكثر يسارية من الحزب الديمقراطي الاجتماعي، أصر الحزب الديمقراطي الاجتماعي عام 1983 على أن لا يجلس نوب أي حزب على يساره. هذا التقسيم بقي حتى إعادة التوحيد. منذ ذلك الحين يجلس في أقصى يسار نصف الدائرة نواب حزب اليسار (Die Linke)، حيث أنه منذ دخول حزب الاشتراكية الديمقراطية (PDS) للمجلس في عام 1990 لم يعد الحزب  الديمقراطي الاجتماعي مصراً على جلوسه في الطرف الخارجي. ليصبح ترتيب الأحزاب في القاعة (AfD ا
CSU/CDU ا
FDP ا
GRÜNE ا
SPD ا
DIE LINKE).
أعلى النواب يجلس الزوار على مقاعد مخصصة لهم في مدرج معلق. لا يحق لهم إبداء الموافقة أو الاعتراض والاستياء على ما يجري. ويمكن طردهم في حال خرق القواعد.
خلف مقاعد الحكومة الاتحادية والمجلس الاتحادي يوجد لوحات تشير إلى بند جدول الأعمال الحالي بأحرف مضيئة. ويتم الإشارة بحرف "F" مُضاء باللون الأخضر "F" عند البث التلفزيوني. يتم تثبيت الكراسي بالأرض بعد إجراء انتخابات حسب الأحزاب وعدد نوابها. بالإضافة إلى ذلك تُضاء قاعة الجلسات بنظام مرآة يحول ضوء النهار من القبة إلى القاعة.

## قانون الانتخابات الاتحادية
وفقًا لمبادئ القانون الانتخابي للتمثيل النسبي الشخصي، يتم انتخاب ممثلي الشعب عن طريق الاقتراع العام المباشر والحر والمتكافئ والسري في 299 دائرة انتخابية. يحصل المرشحون خلال الانتخاب على ما يسمى تفويض أو انتداب (أي مقعد في المجلس التشريعي) وهو بمثابة تفويض يمنحه الناخبون لعضو الهيئة التشريعية الفائز بالانتخاب. يدلي الناخب بصوتين: بالصوت الأول (Erststimme) (على يسار ورقة التصويت) يختار الناخب مرشح مباشر عن دائرته الانتخابية (لذا يسمى أيضًا بصوت الدائرة الانتخابية). ينتقل المرشح مباشرة إلى البرلمان بمجرد حصوله على الأغلبية النسبية للأصوات. الصوت الثاني (Zweitstimme) للناخب يكون من حصة أحد الأحزاب من خلال إدلاء الناخب بصوته لقائمة ذلك الحزب.
ويتمتع الصوت الثاني بثقل أكبر، حيث يحدد توزع القوى بين الأحزاب في البرلمان: إذا أنه يحدد عدد مقاعد كل من هذه الأحزاب.
نتيجة الصوت الثاني هي التي تكون حاسمة في توزيع المقاعد. يأخذ التوزيع في الاعتبار أولاً جميع النواب الذين فازوا بشكل مباشر عن دوائرهم الانتخابية بناءً على نتيجة الصوت الأول - ويشار إلى ذلك أيضًا على أنه تفويض مباشر. بعد ذلك يتم منح المقاعد المتبقية للمرشحين على قوائم الأحزاب. لا تؤخذ نتيجة أي حزب في الحسبان إلا إذا حصل على خمسة بالمائة على الأقل من نتائج الصوت الثاني أو فوز ثلاثة مرشحين عن دوائرهم الانتخابية بشكل مباشر.

### البوندستاغ العشرون
في الوقت الذي حقق فيه حزب الاتحاد المسيحي أسوأ نتيجة بالنسبة المئوية منذ عام 1949 ب 197 مقعدًا في الانتخابات الاتحادية لعام 2021، حقق حزب الخضر أعلى نتيجة له حتى الآن. أفضل نسبة كانت من نصيب الحزب الديمقراطي الاجتماعي. بقي حزب اليسار تحت حاجز الخمسة في المائة لكنه تمكن من دخول البوندستاغ بثلاثة تفويضات مباشرة عبر بند التفويض الأساسي وأيضًا مع تفويضات القائمة. علاوة على ذلك ولأول مرة منذ عام 1949 مثل شتيفان سايدلر جمعية ناخبي جنوب شليسفيغ، التي كانت مستثناة من بند الحظر في البوندستاغ. في 16 كانون الأول (ديسمبر) 2021 بناءً على طلب الحزب الديمقراطي الحر تقرر تغيير ترتيب المقاعد، حيث يجلس الاتحاد بين حزب البديل من أجل ألمانيا والحزب الديمقراطي الحر، لكن الحزب الديمقراطي الحر يجلس بين الاتحاد والخضر. التغيير الذي طبق اعتبارًا من يناير 2022 تم قبوله بأصوات الحزب الديمقراطي الحر والخضر والحزب الديمقراطي الاجتماعي واليسار ضد أصوات الاتحاد. امتنع حزب البديل من أجل ألمانيا عن التصويت.

### الدورات التشريعية للبوندستاغ الألماني

نتائج الانتخابات الاتحادية وتشكيل الحكومات

تحدد المادة 39 من القانون الأساسي مدة الفترة الانتخابية والإطار الزمني للانتخابات الجديدة واجتماع البوندستاغ بعد الانتخابات. وفقًا لذلك يجب أن يجتمع البوندستاغ المنتخب حديثًا في موعد لا يتجاوز 30 يومًا بعد الانتخابات. ينص البند 1 من النظام الداخلي للبوندستاغ على أن «البوندستاغ المنتخب حديثًا [...] يُعقد في دورته الأولى من قبل الرئيس الدورة السابقة [...]».
1. الدورة التشريعية الأولى:              7 سبتمبر 1949 حتى 7 سبتمبر 1953
2. الدورة التشريعية الثانية:                6 أكتوبر 1953 حتى 6 أكتوبر 1957
3. الدورة التشريعية الثالثة:            15 أكتوبر 1957 حتى 15 أكتوبر 1961
4. الدورة التشريعية الرابعة:          17 أكتوبر 1961 حتى 17 أكتوبر 1965
5. الدورة التشريعية الخامسة:         19 أكتوبر 1965 حتى 19 أكتوبر 1969
6. الدورة التشريعية السادسة:         20 أكتوبر 1969 حتى 23 سبتمبر 1972
7. الدورة التشريعية السابعة:         13 ديسمبر 1972 حتى 13 ديسمبر 1976
8. الدورة التشريعية الثامنة:            14 ديسمبر 1976 حتى 4 نوفمبر 1980
9. الدورة التشريعية التاسعة:            4 نوفمبر 1980 حتى 29 مارس 1983
10. الدورة التشريعية العاشرة:          29 مارس 1983 حتى 18 فبراير 1987
11. الدورة التشريعية الحادية عشرة:  18 فبراير 1987 حتى 20 ديسمبر 1990
12. الدورة التشريعية الثانية عشرة:   20 ديسمبر 1990 حتى 10 نوفمبر 1994
13. الدورة التشريعية الثالثة عشرة:    10 نوفمبر 1994 حتى 26 أكتوبر 1998
14. الدورة التشريعية الرابعة عشرة:  26 أكتوبر 1998 حتى 17 أكتوبر 2002
15. الدورة التشريعية الخامسة عشرة: 17 أكتوبر 2002 حتى 18 أكتوبر 2005
16. الدورة التشريعية السادسة عشرة: 18 أكتوبر 2005 حتى 27 أكتوبر 2009
17. الدورة التشريعية السابعة عشرة:  27 أكتوبر 2009 حتى 22 أكتوبر 2013
18. الدورة التشريعية الثامنة عشرة:   22 أكتوبر 2013 حتى 24 أكتوبر 2017
19. الدورة التشريعية التاسعة عشرة:  24 أكتوبر 2017 حتى 26 أكتوبر 2021
20. الدورة التشريعية العشرون: منذ 26 أكتوبر 2021

### توزيع المقاعد في البوندستاغ
| البوندستاغ                           | الدورة التشريعية | النواب | الاتحاد المسيحي CDU/CSU | الديمقراطي الاجتماعي SPD | الديمقراطي الحر FDP | الخضر1 Grüne | الاشتراكية الديمقراطية/اليسار2 PDS/Linke | الحزب الألماني DP | البديل AfD | أحزاب أخرى |
| ------------------------------------ | ---------------- | ------ | ----------------------- | ------------------------ | ------------------- | ------------ | ---------------------------------------- | ----------------- | ---------- | ---------- |
| 0الأول                               | 1949–1953        | 402    | 140                     | 131                      | 52                  | –            | –                                        | 17                | –          | 62 3       |
| 0الثاني                              | 1953–1957        | 487    | 244                     | 151                      | 48                  | –            | –                                        | 15                | –          | 29 4       |
| 0الثالث                              | 1957–1961        | 497    | 270                     | 169                      | 41                  | –            | –                                        | 17                | –          | –          |
| 0الرابع                              | 1961–1965        | 499    | 242                     | 190                      | 67                  | –            | –                                        | –                 | –          | –          |
| 0الخامس                              | 1965–1969        | 496    | 245                     | 202                      | 49                  | –            | –                                        | –                 | –          | –          |
| 0السادس                              | 1969–1972        | 496    | 242                     | 224                      | 30                  | –            | –                                        | –                 | –          | –          |
| 0السابع                              | 1972–1976        | 496    | 225                     | 230                      | 41                  | –            | –                                        | –                 | –          | –          |
| 0الثامن                              | 1976–1980        | 496    | 243                     | 214                      | 39                  | –            | –                                        | –                 | –          | –          |
| 0التاسع                              | 1980–1983        | 497    | 226                     | 218                      | 53                  | –            | –                                        | –                 | –          | –          |
| العاشر                               | 1983–1987        | 498    | 244                     | 193                      | 34                  | 27           | –                                        | –                 | –          | –          |
| الحادي عشر                           | 1987–1990        | 497    | 223                     | 186                      | 46                  | 42           | –                                        | –                 | –          | –          |
| الثاني عشر                           | 1990–1994        | 662    | 319                     | 239                      | 79                  | 08           | 17                                       | –                 | –          | –          |
| الثالث عشر                           | 1994–1998        | 672    | 294                     | 252                      | 47                  | 49           | 30                                       | –                 | –          | –          |
| الرابع عشر                           | 1998–2002        | 669    | 245                     | 298                      | 43                  | 47           | 36                                       | –                 | –          | –          |
| الانتخابات الفيدرالية الألمانية 2002 | 2002–2005        | 603    | 248                     | 251                      | 47                  | 55           | 02                                       | –                 | –          | –          |
| السادس عشر                           | 2005–2009        | 614    | 226                     | 222                      | 61                  | 51           | 54                                       | –                 | –          | –          |
| السابع عشر                           | 2009–2013        | 622    | 239                     | 146                      | 93                  | 68           | 76                                       | –                 | –          | –          |
| الثامن عشر                           | 2013–2017        | 631    | 311                     | 193                      | –                   | 63           | 64                                       | –                 | –          | –          |
| التاسع عشر                           | 2017–2021        | 709    | 246                     | 153                      | 80                  | 67           | 69                                       | –                 | 92         | 0 2 5      |
| العشرون                              | منذ 2021         | 736    | 197                     | 206                      | 92                  | 118          | 39                                       | –                 | 82         | 2 6        |

### اللجان
معظم العمل التشريعي في البوندستاغ هو نتاج اللجان الدائمة، التي تظل إلى حد كبير دون تغيير طوال الفترة التشريعية الواحدة. عدد اللجان يقارب عدد الوزارات الاتحادية، وأسمائها متشابهة معها (على سبيل المثال، الدفاع والزراعة والعمل). يوجد حالياً 24 لجنة دائمة. يعكس توزيع رؤساء اللجان وعضوية كل لجنة القوة النسبية لمختلف الكتل البرلمانية في المجلس.  في البوندستاغ العشرين الحالي ، ترأس الاتحاد CDU / CSU عشر لجان ، وخمس من الحزب الاشتراكي الديمقراطي ، وحزب البديل من أجل ألمانيا ، وثلاث لجان لكل من حزب اليسار الديمقراطي ، وحزب الخضر.  يمكن لأعضاء حزب المعارضة أن يرأسوا عددًا كبيرًا من اللجان الدائمة (على سبيل المثال ، يترأس لجنة الميزانية حسب التقاليد أكبر حزب معارض). هذه اللجان لديها عدد قليل من الموظفين أو لا يوجد طاقم على الإطلاق.
كقاعدة عامة تُناقش الاقتراحات ومشاريع القوانين في البوندستاغ قبل مناقشتها في اللجان أو طرحها للتصويت في الجلسة العامة. يقود الرئيس أو من ينوب عنه المناقشات والمناظرات.
عادة ما يتم الاتفاق على المدة الإجمالية لكل بند على جدول الأعمال مسبقًا من قبل الكتل السياسية. يُقسم وقت التحدث بين الكتل وفقًا لصيغة ثابتة تعتمد على القوة النسبية للكتل.
المداخلات هي ترتيب اليوم وتهدف إلى إرباك المتحدث ، في حين أن التعليقات الموجهة ضد فصيل واحد غالبًا ما يتم الرد عليها بالاحتجاج اللفظي الغاضب أو الضحك الخبيث. إذا سمح المتحدث بذلك ، يمكن أيضًا طرح أسئلة مؤقتة على المتحدث. يسجل السائل سؤاله بالضغط على زر. عندما اتصل ، وقف ليسأل سؤاله. على السائل أن يبقى قائماً حتى الإجابة على سؤاله. يتم الترحيب بالمعارضين السياسيين فقط في حالات استثنائية ، بينما التصفيق إلزامي للمتحدثين من مجموعتك البرلمانية. يجب تمييز «الضحك» الخبيث - أيضًا في السجل الاختزالي - عن «الضحك» ، الذي تم توثيقه بشكل إيجابي إلى حد ما: يمكن أن يكون تعليق عضو في الائتلاف الحاكم «ضحكًا» بين مجموعاته البرلمانية ، ولكن «الضحك» بين أسباب المعارضة.
تُبث  المناظرات مباشرة على تلفاز البرلماني وعلى محطة التلفزيون فينيكس. يمكن أيضًا الاستماع إلى الإشارة الصوتية عن طريق الاتصال بالرقم 030227-20018.

## التصويت
تتم معظم عمليات التصويت في البوندستاغ برفع الأيدي. إلا أنه في التصويت النهائي يُستخدم الوقوف والبقاء جالسا للتصويت. إذا اُختلف حول الأغلبية  يُلجأ إلى انقسام المجلس. يغادر جميع النواب القاعة ويعودون من خلال ثلاثة أبواب يمكن تحديدها بـ «نعم» أو «لا» أو «ممتنع عن التصويت» وأثناء ذلك تُحسب الأصوات. أعضاء رئاسة البرلمان يصوتون علنا. إذا كان القانون يقتضي إجراء تصويت سري تُستخدم لهذا الغرض أوراق اقتراع مخفية. يتسلم كل نائب ورقة اقتراع عند إظهار بطاقة عضويته، حيث يتعين عليهم ملؤها في كشك التصويت. ثم يلقي ورقة الاقتراع ووجهها للأسفل في صندوق الاقتراع. لا يوجد نظام تصويت إلكتروني في البوندستاغ. بحسب قناة النواب يجب أن يكون التصويت عملاً واعياً لا يمكن استبداله بمجرد الضغط على الأزرار.

### التصويت بالأسماء
بناءً على طلب كتلة برلمانية أو ما لا يقل عن 5٪ من النواب يُجرى تصويت بالأسماء. تُستخدم بطاقات التصويت التي تُجمع في صناديق الاقتراع لتحديد بماذا صوت كل نائب. يهدف هذا النوع من التصويت إلى إجبار كل نائب على إظهار قراره للعلن، خاصة في حالة القضايا المثيرة للجدل. كما أنه يعمل على إحراج المعارضين السياسيين حيث أن النواب الذين لهم رأي مخالف لكتلتهم البرلمانية بشأن القضايا المصيرية يجب عليهم إما التصويت ضد قناعاتهم الشخصية ليبقوا ضمن توجه الكتلة، وبالتالي يمكن أن تتأثر مصداقيتهم، أو أن يتمسكوا بقناعاتهم وهو ما يظهر عدم التوافق داخل الكتلة. تُنشر نتائج مثل هذه الاستطلاعات على الإنترنت.

### إحياء المناسبات
بالإضافة إلى المناقشات البرلمانية يشمل عمل البوندستاغ إحياء ذكرى بعض المناسبات الخاصة. ومن الأمثلة على ذلك يوم إحياء ذكرى ضحايا النازية وإحياء ذكرى يوم الحداد الوطني.

## الميزانية
تبلغ ميزانية البوندستاغ المنصوص عليها في الميزانية الاتحادية لعام 2014 مبلغ 726.0 مليون يورو. الحصة الأكبر والتي تبلغ 169.0 مليون يورو (حوالي 23٪) تذهب كنفقات توظيف الموظفين وفقًا للمادة 12 (3) من قانون النواب، أي الأموال التي يستخدمها النواب لتلبية احتياجات موظفيهم للمهام البرلمانية مقابل إثبات. ثاني وثالث أكبر الحصص هي مدفوعات نقدية للكتل البرلمانية في البوندستاغ (80.2 مليون يورو أو 11٪) ومكافآت لموظفي البوندستاغ نفسه (73.7 مليون يورو أو 10٪).
يتم دفع المركز الرابع لأعضاء البرلمان بمبلغ 61.5 مليون يورو (ما يعادل 8.5٪ من الميزانية). تعويض النواب خاضع للضريبة. بالإضافة إلى ذلك هناك رسوم ثابتة معفاة من الضرائب وتسديد تكاليف السفر المتعلقة بممارسة التفويض. بعد مغادرة البوندستاغ يحق للنواب الحصول على علاوة انتقالية ومعاش تقاعدي يُدفع من سن 67. تم تخصيص 39.9 مليون يورو لهذا الغرض في ميزانية 2014.

## الإدارة
ينتمي نصف موظفي البوندستاغ البالغ عددهم 7000 موظف إلى إدارة البوندستاغ. يدعمون النواب ويضمنون عمل البرلمان بسلاسة، ويوفرون البنية التحتية والخدمات اللوجستية للبرلمان. إدارة البوندستاغ هي إدارية اتحادية عليا، وبالتالي فهي على قدم المساواة مع وزارات الحكومة الاتحادية والسلطات الاتحادية العليا الأخرى. وهي مقسمة إلى أربع إدارات ويرأسها مدير البوندستاغ، الذي يعادل منصبه منصب وكيل وزارة/وزير دولة في شريحة الرواتب B11.
يمتلك البوندستاغ رمزه البريدي الخاص 11011.
تُنظم إدارة البوندستاغ على النحو التالي:

### إدارة البرلمان والنواب (P)
الإدارة P مقسمة على النحو التالي:
- الخدمات البرلمانية (PD)
  - 3 أقسام
  - أمانة سر واحدة
- خدمات التفويض (PM)
  - 4 أقسام
- اللجان (PA)
  - 28 أمانة
- أوروبا (PE)
  - 4 أقسام
  - أمانة واحدة
  - قسم اختصاصي واحد

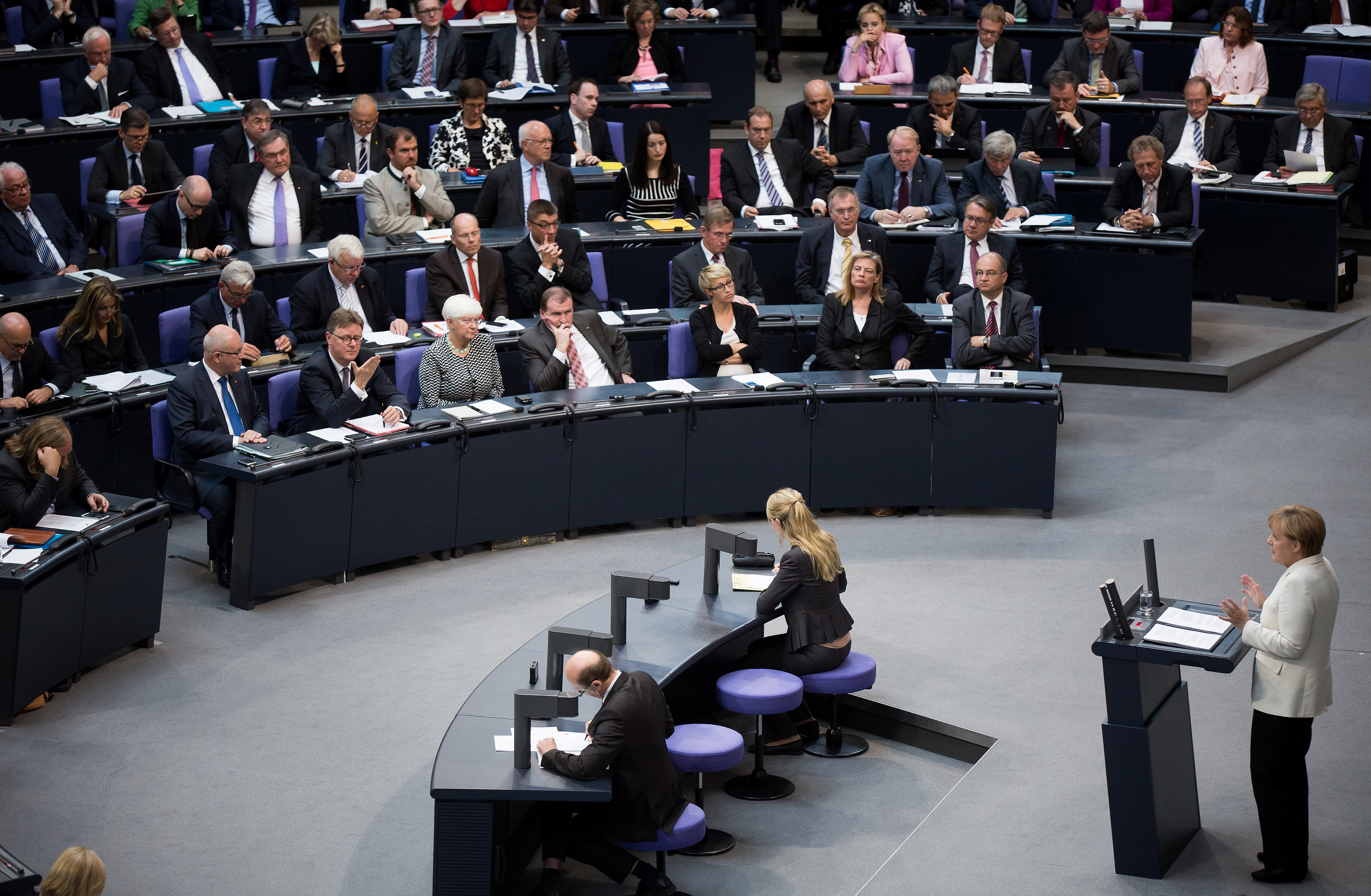
كتاب الاختزال يوثقون خطاب للمستشارة أنغيلا ميركل في البوندستاغ، 2014

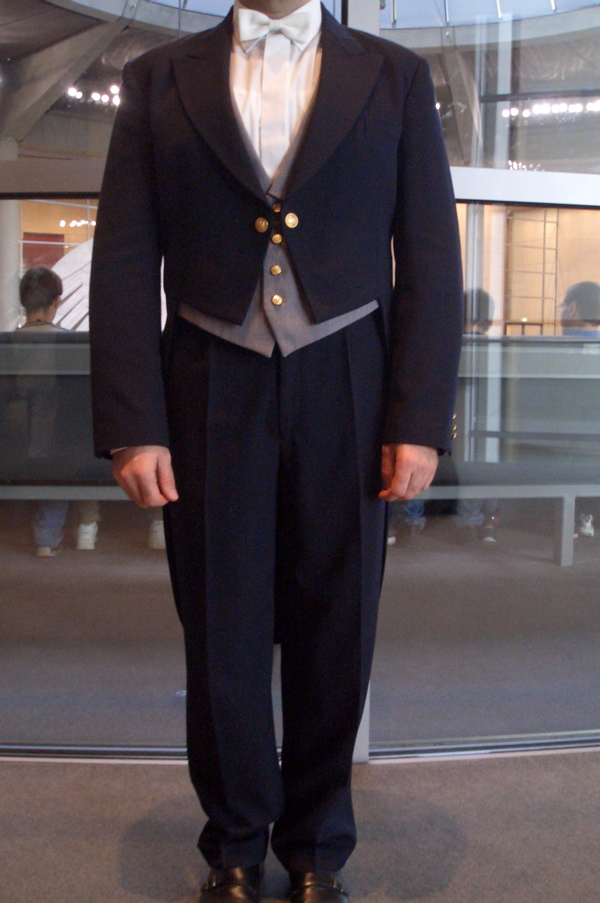
بدلة الحاجب

خلال الجلسات العامة يسجل كتاب الإختزال نصوص المناقشات بأكملها، بما في ذلك المقاطعات الكلامية ونتائج التصويت. الحُجّاب يمكن التعرف عليهم بسهولة من خلال ربطات العنق الزرقاء الداكنة وهم جاهزون لأي مساعدة. يمكن للنواب تعيين موظفين لديهم من ميزانة البوندستاغ. تقوم إدارة منفصلة برعاية هؤلاء الموظفين  وتقدم المشورة لهم بشأن صعوبات قانون العمل.  يتم دعم لجان البوندستاغ في عملها من قبل الأمانات التي هي جزء من إدارة البوندستاغ.

### إدارة العلوم والعلاقات الخارجية (W)
تضم الإدارة ثلاثة أقسام فرعية:
- الخدمات العلمية (WD)
  - 10 أقسام اختصاصية: تكتب هذه الأقسام آراء الخبراء وتوفر «معلومات نشطة» مكتوبة بروح المشورة السياسية التطلعية. خلال الفترة التشريعية تُرسل عدة آلاف من الاستفسارات إلى الأقسام العلمية وخدمات المعلومات المذكورة أعلاه.
- العلاقات الدولية (WI)
  - 4 أمانات
- الالتماسات والعرائض (Pet)
  - 4 أقسام وأمانات: تدعم هذه الأقسام لجنة الالتماسات والعرائض، التي تتيح للجميع فرصة تقديم معروض إلى البرلمان.

### إدارة المعلومات والتوثيق (I)
- المكتبة والتوثيق (ID)
  - يوفر قسم المكتبة (ID 1) أيضًا للنواب أساسًا ممتازًا للحصول على المعلومات بسبب التواصل المنتظم مع المكتبات الأخرى في الوزارات وفي برلين ومن خلال استخدام قواعد البيانات القائمة على الرسوم.  بوجود 1.2 مليون مجلد بما في ذلك ما مجموعه 11000 دورية (المجلات العلمية)، فهي واحدة من أهم منظمات المساعدة العلمية في البوندستاغ.
  - يحتفظ قسم المحفوظات البرلمانية (ID 2) بجميع محاضر الجلسات العامة والمطبوعات ولا سيما محاضر اللجان وهيئات البوندستاغ الأخرى بغرض الاستخدام العلمي. كما يتم نشر الكتيب الرسمي للبوندستاغ ودليل البيانات حول تاريخ البوندستاغ الألماني هناك.
  - يوفر قسم التوثيق البرلماني (ID 3) المحاضر الرسمية المطبوعة والمحاضر العامة في شكل رقمي. يمكن الإطلاع على هذه الوثائق مجانًا على الإنترنت منذ الدورة الانتخابية الثالثة عشرة. مهمة أخرى هي معالجة محتوى DIP (نظام التوثيق والمعلومات للعمليات البرلمانية)،[20] Eine weitere Aufgabe ist die inhaltliche Bearbeitung des DIP (Dokumentations- und Informationssystem für Parlamentarische Vorgänge),[21] حيث يتم سرد جميع المشاريع التشريعية المقدمة في البوندستاغ والبوندسرات ومعالجتها البرلمانية.
  - تقوم وحدة التوثيق الصحفي (ID 4) بتقييم الصحف على أساس يومي وفقًا للموضوعات ذات الصلة بالبوندستاغ، وتبقيها متاحة للاستخدام في المبنى والإجابة على الاستفسارات الواردة من مكاتب نواب البرلمان والكتل البرلمانية والإدارة.
- المعلومات والعلاقات العامة (IO)
  - أمانة خدمة الزوار (IO 1)
  - يدير البوندستاغ إدارة العلاقات العامة (IO 2) للمواطنين والمؤسسات التعليمية. وهي ليست مسؤولة فقط عن زيارة الأحداث في البوندستاغ من خلال الجولات المصحوبة بمرشدين أو زيارات الجلسات العامة، ولكن أيضًا لتوفير المواد الإعلامية ذات الطبيعة البعيدة المدى. بالإضافة إلى ذلك يمتلك البوندستاغ وسيلة معلومات تتنقل بانتظام في جميع أنحاء جمهورية ألمانيا الاتحادية (وليس فقط في المدن الكبرى). جوال المعلومات مجهز بأحدث التقنيات مثل شاشة كبيرة واتصال بالإنترنت في غرفة العرض.  تتوفر غرفة اجتماعات أيضًا في السيارة للمناسبات الأخرى.  يمكن العثور على المواقع الخاصة بهيئة المعلومات على موقع البوندستاغ الألماني.
  - أمانة إدارة الفعاليات، المشاريع الخاصة (IO 3)
  - أمانة الفنون (IO 4)
- تكنولوجيا المعلومات (IT)
  - 5 أمانات

### الإدارة المركزية (Z)
تمثل الإدارة المركزية العمود الفقري الإداري والفني التنظيمي لإدارة البوندستاغ، وتضمن توفير الموارد البشرية والمادية والمالية اللازمة لتنفيذ العمليات البرلمانية.  التقسيمات الفرعية هي:
- الإدارة المركزية (ZV)
  - 5 أمانات
  - الخدمات الطبية
- القانون (ZR)
- قسم الشرطة، المهام الأمنية (ZR 3)
  - شرطة البوندستاغ الألماني
  - 3 أمانات أخرى
  - مفوض حماية البيانات
- التكنولوجيا والتشغيل (ZT)
  - 6 أمانات
  - السلامة المهنية والحماية من الحريق

### خدمات الإنترنت وتلفاز البرلمان
تشكل خدمات الإنترنت وتلفاز البرلمان الوحدة IK 6. وهي مسؤولة أمام القسم الفرعي IK، المعلومات والاتصالات. يقدم البوندستاغ للجمهور مجموعة واسعة من المعلومات والوثائق على الإنترنت. في المجموع يدير ثلاثة مواقع لمجموعات مستهدفة مختلفة. يحتوي موقع البوندستاغ www.bundestag.de من بين أمور أخرى على تقارير تحريرية عن العمل البرلماني، والتوثيق الكامل للعمليات البرلمانية ومعلومات عن أعضاء البرلمان، بما في ذلك أنشطتهم الجانبية. تستهدف مواقع الويب mitmisch.de و kupplungkucker.de الشباب والأطفال بمحتوى مُعد خصيصًا لهذه الفئات المستهدفة.  بالنسبة لمستخدمي الهواتف المحمولة يقدم البوندستاغ أيضًا معلوماته عبر تطبيقات مجانية لنظامي التشغيل آي أو إس وأندرويد.
تلفاز البرلمان هو القناة التليفزيونية للبوندستاغ. تُبث هنا جميع المناقشات العامة، وكذلك الجلسات العامة وجلسات استماع اللجان، على الهواء مباشرة دون تعليق وبالكامل.  يمكن استقبال الإرسال عبر البث المباشر على موقع Bundestag الإلكتروني وعبر تطبيقات الهواتف الذكية والأجهزة اللوحية ومختلف مزودي أجهزة التلفزيون الذكية. يمكن الوصول إلى جميع المناقشات العامة والخطب الفردية والمساهمات من تلفاز البرلمان في مكتبة وسائل الإعلام.  يمكن أيضًا الوصول إلى الخطب في الجلسة العامة مباشرة كتدفق صوتي عبر مربع صوت Alexa، وكذلك جدول الأعمال الحالي وتقارير الأحداث العامة ونتائج التصويت والقانون الأساسي.

## الملاحظات
1. ↑  لم ينضم ماتياس هيلفيريش إلى كتلة حزب البديل ويجلس كعضو بدون كتلة.إلا أن هو لا يزال عضوًا في حزب البديل من أجل ألمانيا.
2. ↑  الرجال فقط فوق 21 سنة كانوا مؤهلين للتصويت. تم تقسيم الناخبين المؤهلين في كل دائرة ضريبية إلى ثلاث فئات على أساس إيراداتهم الضريبية المباشرة. ساهمت كل فئة في نفس مقدار الإيرادات للدولة، ولكن كان هناك تفاوت في عدد السكان. كانت الطبقة الأولى تتألف من أولئك الذين دفعوا أعلى الضرائب والطبقة الثالثة من أولئك الذين دفعوا أقل.

## وصلات خارجية
- الموقع الرسمي